# Zalambur
Im islamischen Glauben ist Zalambur (arabisch زلنبور, DMG Zalanbūr) einer der Söhne des Iblis (Teufel). Er ist ein Satan, der unehrliche und betrügerische Geschäfte leitet. Er sei auch der Grund, weshalb die Händler auf dem Markt sich streiten. Man sagt, er habe vier weitere Brüder: Aʿwar, Dasim, Miswat und Thabr.